# Cumulopuntia fulvicoma
Cumulopuntia fulvicoma (Rauh & Backeb.) E.F.Anderson, es una especie fanerógama perteneciente a la familia Cactaceae). Actualmente se le considera un sinónimo de Cumulopuntia boliviana (concretamente Cumulopuntia boliviana subsp. boliviana).

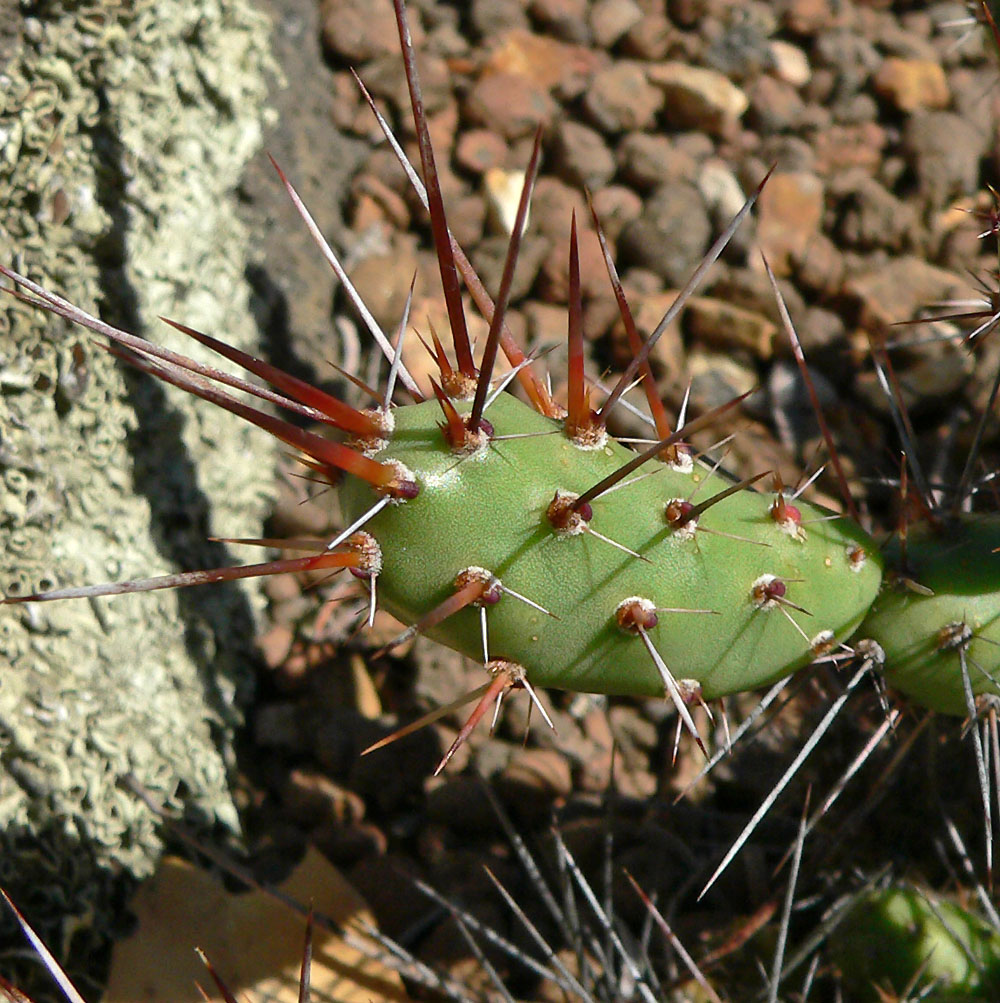
Detalle de la planta

## Distribución
Es nativa de Sudamérica en Ayacucho (Perú).

## Descripción
Cumulopuntia fulvicoma forma cojínes con tallos casi esféricos, con secciones indistintas ovoides  de hasta 3,5 centímetros de largo. Las 20 areolas están situados en la parte superior de las secciones del tallo. Los tres a cinco espinas surgen solo de las areolas superiores y son erectas, desiguales, de color marrón y de hasta 5 cm de largo.
Las flores son de color amarillo rojizo en el interior y en el exterior. Los lóbulos del estigma son excepcionalmente cortos. El pericarpio está ocupado en el borde con  espinas rígidas.

## Taxonomía
Cumulopuntia fulvicoma fue descrita por (Rauh & Backeb.) E.F.Anderson y publicado en Cactus and Succulent Journal 71(6): 324. 1999.
Etimología
Cumulopuntia: nombre genérico que deriva de cumulus = "sobre apilar" y el género Opuntia y se refiere a la costumbre de las plantas.
fulvicoma: epíteto latino que significa "de color rojo-amarillo, naranja peluda".
Sinonimia
- Tephrocactus fulvicomus basónimo
- Opuntia fulvicoma